# Gran Premi de Mèxic del 1966
Resultats del Gran Premi de Mèxic de la temporada 1966 de Fórmula 1, disputat a l'autòdrom Hermanos Rodríguez de Ciutat de Mèxic el 23 d'octubre del 1966. La pole position fou per John Surtees 1' 53. 18 i la volta ràpida de Richie Ginther 1' 53. 75 (a la volta 58)

## Resultats
| Posició | Número | Pilot           | Equip             | Voltes | Temps/ Retirada   | Posició de sortida | Punts |
| ------- | ------ | --------------- | ----------------- | ------ | ----------------- | ------------------ | ----- |
| 1       | 7      | John Surtees    | Cooper - Maserati | 65     | 2h 06' 35. 3      | 1                  | 9     |
| 2       | 5      | Jack Brabham    | Brabham - Repco   | 65     | + 7.88 s          | 4                  | 6     |
| 3       | 6      | Denny Hulme     | Brabham - Repco   | 64     | + 1 Volta         | 6                  | 4     |
| 4       | 12     | Richie Ginther  | Honda             | 64     | + 1 Volta         | 3                  | 3     |
| 5       | 15     | Dan Gurney      | Eagle - Climax    | 64     | + 1 Volta         | 9                  | 2     |
| 6       | 22     | Jo Bonnier      | Cooper - Maserati | 63     | + 2 Voltes        | 12                 | 1     |
| 7       | 2      | Peter Arundell  | Lotus - BRM       | 61     | + 4 Voltes        | 17                 |       |
| 8       | 14     | Ronnie Bucknum  | Honda             | 60     | + 5 Voltes        | 13                 |       |
| Ret     | 11     | Pedro Rodríguez | Lotus - BRM       | 49     | Diferencial       | 8                  |       |
| Ret     | 17     | Bruce McLaren   | McLaren - Ford    | 40     | Motor             | 14                 |       |
| Ret     | 19     | Jo Siffert      | Cooper - Maserati | 33     | Suspensions       | 11                 |       |
| Ret     | 8      | Jochen Rindt    | Cooper - Maserati | 32     | Suspensions       | 5                  |       |
| Ret     | 10     | Innes Ireland   | BRM               | 28     | Transmissió       | 16                 |       |
| Ret     | 4      | Jackie Stewart  | BRM               | 26     | Pèrdua d'oli      | 10                 |       |
| Ret     | 16     | Bob Bondurant   | Eagle - Weslake   | 24     | Alim. combustible | 18                 |       |
| Ret     | 3      | Graham Hill     | BRM               | 18     | Motor             | 7                  |       |
| Ret     | 1      | Jim Clark       | Lotus - BRM       | 9      | Caixa canvi       | 2                  |       |
| Ret     | 9      | Moises Solana   | Cooper - Maserati | 9      | Sobreescalfament  | 15                 |       |